# Уотсон, Джуд
Джуд Уотсон (англ. Jude Watson) — детская писательница-романист. В основном известна по книгам на тематику Звёздных войн. Имя Джуд Уотсон является псевдонимом, настоящее имя писательницы Джуди Бланделл (англ. Judy Blundell). Уотсон является номинантом и победителем премии National Book Award, опубликовала свыше ста книг, продолжает успешно работать. Она автор нескольких серий, таких как Ученик джедая, Странствия джедая и Последний из джедаев Также она написала несколько дневников — взгляд на события с точки зрения персонажей саги — Принцессы Леи, Падме Амидала и Дарт Мола.